# Агръ (вилает)
Агръ (на турски: Ağrı, произношение на турски Ааръ̀) е вилает в Източна Турция, граничещ на изток с Иран. Административен център на вилаета е едноименният град Агръ.
Вилает Агръ е с население от 542 022 жители (към 2010 г.) и обща площ от 11 376 кв. км. Вилает Агръ е разделен на 8 общини:
- Агръ
- Диядин
- Догубеязът
- Елешкирт
- Патнос
- Ташлъчай
- Тутак
- Хамур

## Население
Численост на населението според преброяванията през годините:
| Година | Численост |
| 1990   | 437 093   |
| 2000   | 528 744   |
| 2011   | 553 241   |